# Maarten van Roozendaal
Maarten van Roozendaal (Heiloo, 3 mei 1962 – Amsterdam, 1 juli 2013) was een Nederlandse zanger, cabaretier en liedschrijver.

## Biografie
Van Roozendaal hield zich in zijn jeugd al bezig met muziek. Op zijn derde zong hij liedjes mee van de musical Heerlijk duurt het langst. Hij ging als kind naar de muziekschool en drumde daar in zijn eerste bandje. Later combineerde hij zijn muzikale activiteiten met zijn werk als barman. Hij schreef muziek voor onder meer Teleac en Schooltelevisie, speelde piano, drumde in een punkband en regisseerde en adviseerde andere artiesten. Van Roozendaal werd in 1994 bekend bij het grote publiek, toen hij de jury- en publieksprijs won van het Amsterdams Kleinkunstfestival.
In zijn programma's bracht hij vooral eigen werk, maar hij heeft ook werk van anderen (onder anderen Cornelis Vreeswijk en Bram Vermeulen) uitgevoerd. Daarnaast zette hij enkele gedichten van Jean Pierre Rawie op muziek. Het werk van Van Roozendaal is soms melancholiek van toon, soms cynisch van aard. Terugkerende thema's zijn het leven, de liefde, de dood en de drank. Zijn werk werd ook door anderen uitgevoerd. In haar programma 'Altijd over liefde' zong Lucretia van der Vloot enkele nummers die Van Roozendaal speciaal voor haar schreef: Poten, Het te late einde en Klaar (uitgebracht op de cd die van dit programma verscheen, 2007, label Pias).

## Prijzen en hommages
Van Roozendaal heeft verscheidene prijzen gewonnen. Na de Wim Sonneveldprijs (publieks- en juryprijs) Amsterdams Kleinkunst Festival (1994), volgden in 1998 de Zilveren Harp voor zijn album Adem uit en in 2000 de Annie M.G. Schmidt-prijs voor het lied 'Red mij niet'.
Hij kreeg 'De Mus' – voor de beste Parade-voorstelling van het jaar 2006 – tezamen met Bob Fosko en Pierre van Duijl voor Nog meer rottigheid  en in 2007 de Zilveren Krekel met theatergroep Het Huis aan de Amstel voor Stormgek. In 2008 won Van Roozendaal de Poelifinario, de prijs die de Vereniging van Schouwburg- en Concertgebouwdirecties (VSCD) jaarlijks toekent aan de maker(s) van het beste cabaretprogramma van het afgelopen seizoen. Van Roozendaal kreeg deze voor het programma 'Het Wilde Westen'. De jury zei hierover: Van Roozendaal ‘lacht onze ontspoorde beschaving in het gezicht uit’.
Zijn laatste prijs was in 2011 de Dirk Witte Prijs. In 2022 werd zijn nummer Mooi door een panel van vijftig muzikanten bij 3voor12 verkozen tot het "Allermooiste Nederlandstalige liedje ooit geschreven".
Op zijn beurt eerde Van Roozendaal ook anderen. In 2005 zong Van Roozendaal tijdens de hommage aan Bram Vermeulen, die in 2004 overleed op 57-jarige leeftijd. De hommage werd georganiseerd door Frank Verhallen en Shireen Strooker en was te zien in het Koningstheater in Den Bosch en in Carré te Amsterdam. Een jaar later bracht de VARA een registratie op dubbel-cd uit. In 2011 maakte Van Roozendaal samen met Paul de Munnik het programma 'Heimwee naar de hemel', waarin ze werk van overleden zangers zongen, waaronder Bram Vermeulen, Ramses Shaffy en Cornelis Vreeswijk. Het programma was in Amsterdam te zien in De Duif en de Kleine Komedie.

## Overlijden en terugblikken
In 2013 verscheen bij uitgeverij Nieuw Amsterdam het boek 'Om te janken zo mooi'. Voor dit boek koos Van Roozendaal liedteksten uit zijn werk en vroeg achttien door hem bewonderde kunstenaars om zich erdoor te laten inspireren. Peter van Straaten, Joost Zwagerman, Manon Uphoff, Neeltje Maria Min, Thomas Verbogt leverden een bijdrage aan het boek. Op 8 februari 2013 werd openbaar gemaakt dat Van Roozendaal ongeneeslijk ziek was. Alle geplande voorstellingen werden afgelast. Hij overleed vijf maanden later op 51-jarige leeftijd aan longkanker. Maaike Ouboter schreef in 2013 het lied Maarten, een ode aan Van Roozendaal.
In 2019 was de hommage "Op Maarten!" in het theater te zien. Marcel de Groot, Wilko Sterke, Paul de Munnik, Lucretia van der Vloot, Hans Sibbel en Jeroen Zijlstra vertolkten het werk van Van Roozendaal. Het geheel stond onder de muzikale leiding van Egon Kracht en werd artistiek geleid door Eva Bauknecht. De voorstelling was op 28 en 29 januari in De Kleine Komedie in Amsterdam te zien en op 27 januari in de Cultuurkoepel te Heiloo. In 2019 verscheen de biografie over Van Roozendaal "Het leven heeft geen zin, maar ik wel" van Patrick van den Hanenberg. 
In oktober 2023 brachten Acda en de Munnik het nummer "Maarten Missen" uit als eerbetoon aan Maarten van Roozendaal.   Tussen augustus en november 2023 kende Amsterdam een officieus Maarten van Roozendaalplein.

## Theatervoorstellingen
- februari 2012-januari 2013: De gemene deler, theaterconcert
- mei-november 2011: Heimwee naar de hemel met Paul de Munnik
- juli-augustus 2010: Hauser Orkater tribuut met Egon Kracht & The Troupe, Jan-Paul Buijs, Marcel de Groot en Thomas Spijkerman voor Parade
- 2010-2011: Zonder vrienden, soloprogramma
- december 2009: Late Night 2009 met Lebbis
- 2009: En noem het maar vrienden met Egon Kracht, Marcel de Groot, Wouter Planteijdt, Richard Heijerman en Nico Brandsen
- september 2008: Cabaret voor wie er niet van houdt! bij de Bende van Vier met Kees Torn, Jeroen van Merwijk en Theo Nijland
- 2008-2009: Het Wilde Westen met Egon Kracht en Marcel de Groot
- 2007: Stormgek (familievoorstelling) met theatergroep Huis aan de Amstel
- juli-augustus 2006: Nog meer rottigheid met Bob Fosko, Pierre van Duijl, Wouter Planteijdt, Richard Heijerman en Peter Wassenaar voor Parade
- 2005-2006: Barmhart met Egon Kracht en Marcel de Groot
- 2004-2005: Maarten van Roozendaal verzamelt werk met Egon Kracht, Jeffrey Bruinsma, Michiel van Dijk en Marcel de Groot
- 2004: Ouwe meuk bij Theatergroep Flint met Felix Strategier, Joeri de Graaf en Egon Kracht (voor De Roode Bioscoop, Amsterdam)
- juli-augustus 2003: Niks dan rottigheid! met Bob Fosko, Beatrice van der Poel, Wouter Planteijdt, Ro Krom en Nico Brandsen voor de Parade
- 2002-2004: Tijdelijk tekort aan chronisch geluk met Egon Kracht
- 2002: De samenvatting met Egon Kracht (exclusief voor De Roode Bioscoop, Amsterdam)
- 2000-2002: Aan gezelligheid ten onder met Egon Kracht
- 1998-2000: Kerstmis in april met Egon Kracht
- 1996-1998: Adem uit met Kim Soepnel (tweede seizoen met Egon Kracht)
- 1994-1996: Nacht met Kim Soepnel

## Discografie
- 2012: De gemene deler

Met Paul de Munnik
- 2011: Heimwee naar de hemel

Met Egon Kracht, Marcel de Groot, Wouter Planteijdt, Richard Heijerman en Nico Brandsen
- 2010: En noem het maar vrienden in levende lijve (album)
- 2009: En noem het maar vrienden (album)

Met Egon Kracht en Marcel de Groot
- 2008: Het Wilde Westen (album)
- 2006: Barmhart (album)

Met Willem Ennes voor Kinderen voor Kinderen
- 2005: Ben zo benieuwd (single)

Met Egon Kracht, Jeffrey Bruinsma, Michiel van Dijk en Marcel de Groot
- 2005: Maarten van Roozendaal verzamelt werk (album)

Met Egon Kracht
- 2002: Jij blijft bij mij (VPRO)
- 2003: Tijdelijk tekort aan chronisch geluk
- 2000: Aan gezelligheid ten onder (première)
- 2001: Red mij niet (single)
- 2000: Trouw zijn (single)
- 1999: Kerstmis in april

Met Kim Soepnel
- 1997: Adem uit
- 1995: Nacht

### Singles
| Single met eventuele hitnotering(en) in de Nederlandse Top 40 | Datum van verschijnen | Datum van binnenkomst | Hoogste positie | Aantal weken | Opmerkingen                 |
| ------------------------------------------------------------- | --------------------- | --------------------- | --------------- | ------------ | --------------------------- |
| Red mij niet                                                  | 2013                  | -                     |                 |              | Nr. 89 in de Single Top 100 |

### NPO Radio 2 Top 2000
| Nummer met noteringen in de NPO Radio 2 Top 2000 | '13  | '14 | '15 | '16  | '17  | '18  | '19  | '20  | '21  | '22  | '23  | '24  |
| ------------------------------------------------ | ---- | --- | --- | ---- | ---- | ---- | ---- | ---- | ---- | ---- | ---- | ---- |
| Red mij niet                                     | 1521 | 797 | 855 | 1009 | 1119 | 1696 | 1937 | 1989 | 1554 | 1729 | 1774 | 1808 |

1. ↑  Een vetgedrukt getal geeft de hoogste notering aan.
2. ↑  2013 was het eerste jaar met een notering voor dit nummer.

## Boeken en dvd's van Van Roozendaal
- 2014: Jij blijft bij mij - Verzameld werk (boek en cd, uitgeverij Nieuw Amsterdam)
- 2013: Om te janken zo mooi (boek, uitgeverij Nieuw Amsterdam)
- 2012: De gemene deler (boek en cd, uitgeverij Frank van Balen Support BV)
- 2009: Tot hier en verder (cd Maarten van Roozendaal en Noem Het Maar Vrienden, dvd Het Wilde Westen, dvd Barmhart; verkrijgbaar bij de Volkskrant)
- 2008: Barmhart (dvd en boek over gelijknamige voorstelling, Uitgeverij Nijgh & Ditmar)
- 2005: Red mij niet (bundeling liedteksten, Uitgeverij Nijgh & Ditmar)